# Peloribates peloptoides
Peloribates peloptoides är en kvalsterart som först beskrevs av Berlese 1888.  Peloribates peloptoides ingår i släktet Peloribates och familjen Haplozetidae. Inga underarter finns listade i Catalogue of Life.